# Cruzada de Pedro el Ermitaño
La Cruzada de Pedro el Ermitaño, también conocida como la cruzada popular o de los campesinos fue una peregrinación espontánea popular surgida en respuesta al llamamiento del papa Urbano II en 1095 a la nobleza europea para la invasión y conquista de Tierra Santa. Liderada por miembros del clero bajo como Pedro el Ermitaño y Walter el Indigente, fue rechazada por las fuerzas de los turcos selyúcidas en el intento de sitiar Nicea y siendo exterminados la mayor parte de sus peregrinos antes de alcanzar Tierra Santa.

## Historia
Pedro el Ermitaño recorrió los burgos y los campos de Italia y Francia predicando la Cruzada a los humildes. Según se dice, era un hombre de pequeña talla, de faz enjuta, larga barba y ojos negros llenos de pasión; su sencilla túnica de lana y las sandalias le daban un aspecto de auténtico asceta. Las multitudes le veneraban como si fuera un santo y se consideraban felices si podían besar o tocar sus vestidos. Reunió una abigarrada muchedumbre de 40 000 personas, entre hombres, mujeres y niños.

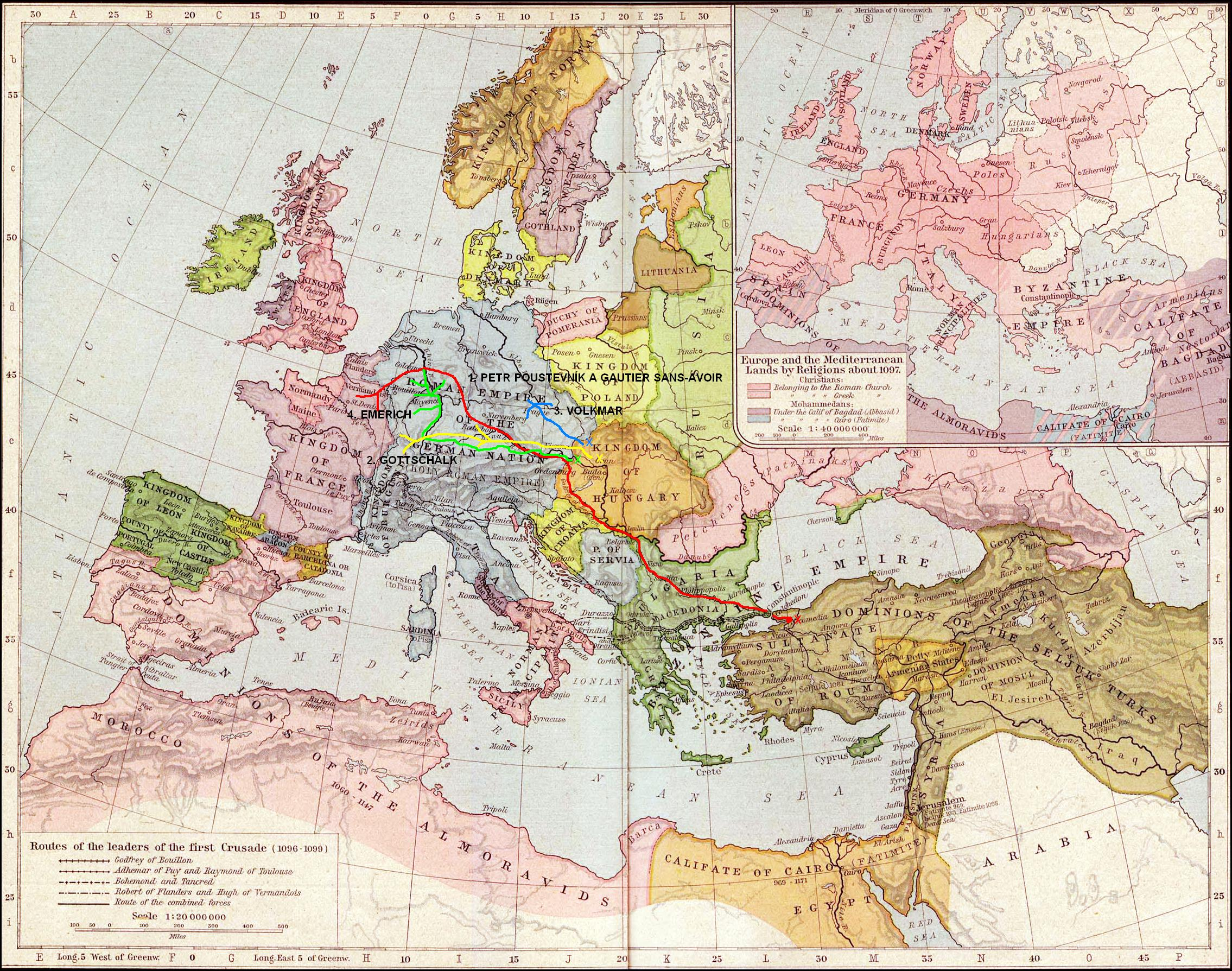
Mapa del itinerario de la Cruzada de los pobres.

La mayoría carecía de armas, otros se habían llevado las herramientas, enseres de la casa y ganados, como si se tratara de un corto viaje. Atravesaron Alemania, Hungría y los Balcanes, creyendo siempre que la ciudad próxima sería ya Jerusalén. Saqueaban las aldeas y robaban el ganado por el camino para alimentarse, por lo que los gobernantes de las regiones por las que pasaban se vieron obligadas a darles suministros o a usar la fuerza para librarse de ellos. En algunas ciudades atacaron a judíos: Maguncia fue el lugar de mayor violencia, con al menos 1100 judíos muertos. Llegaron a Constantinopla, donde el emperador bizantino Alejo I Comneno les facilitó buques para el paso del Bósforo. A principio de agosto atravesaron el estrecho y prosiguieron su descontrolado avance. Alejo I había aconsejado a Pedro el Ermitaño que acampara y esperara a los otros cruzados que provenían del resto de Europa, pero los lugartenientes de Pedro se impacientaron y decidieron seguir la travesía, animados por los botines que conseguían en el camino. Un contingente de alemanes se adelantaron y asediaron Xerigordon, pero resultaron masacrados en septiembre.
Pedro y sus restantes 20 000 seguidores continuaron para Nicea poco después, dejando en el campamento a enfermos, mujeres y niños, pero fueron emboscados y aniquilados por los turcos selyúcidas el 21 de octubre de 1096 en la batalla de Civetot. Salvaron niños y mujeres jóvenes que fueron vendidos como esclavos o 3000 sobrevivientes que se refugiaron en un castillo abandonado junto al mar y se atrincheraron hasta que los bizantinos pudieron venir a rescatarlos. Pedro el Ermitaño y un reducido número de supervivientes regresaron a Constantinopla, donde esperaron la llegada de los caballeros cruzados. Esta otra expedición, respuesta a la misma convocatoria del papa Urbano II, pero organizada desde el punto de vista militar y social por la nobleza de varias monarquías europeas, recibe el nombre de Cruzada de los príncipes y es la que la historiografía suele denominar habitualmente como Primera Cruzada.